# ソボレフ共役
数学において、空間の次元を n とするとき、{\displaystyle 1\leq p<n} を満たす p のソボレフ共役（ソボレフきょうやく、英: Sobolev conjugate）は
{\displaystyle p^{*}={\frac {pn}{n-p}}>p}
で与えられる。このパラメータは特にソボレフ不等式において重要となる。

## 動機
ある q >p に対し、ソボレフ空間 {\displaystyle W^{1,p}(\mathbb {R} ^{n})} の元 u が {\displaystyle L^{q}(\mathbb {R} ^{n})} に属するかという問題が考えられる。より具体的に、{\displaystyle \|Du\|_{L^{p}(\mathbb {R} ^{n})}} が {\displaystyle \|u\|_{L^{q}(\mathbb {R} ^{n})}} を制御するのはいつか、という問題が考えられる。次の不等式が任意の q に対して成立することはないということは、容易に確かめられる。
{\displaystyle \|u\|_{L^{q}(\mathbb {R} ^{n})}\leq C(p,q)\|Du\|_{L^{p}(\mathbb {R} ^{n})}}     (*)
コンパクトな台を持つ無限回微分可能な函数 {\displaystyle u(x)\in C_{c}^{\infty }(\mathbb {R} ^{n})} を考える。{\displaystyle u_{\lambda }(x):=u(\lambda x)} とすると、次が成り立つ。
{\displaystyle \|u_{\lambda }\|_{L^{q}(\mathbb {R} ^{n})}^{q}=\int _{\mathbb {R} ^{n}}|u(\lambda x)|^{q}dx={\frac {1}{\lambda ^{n}}}\int _{\mathbb {R} ^{n}}|u(y)|^{q}dy=\lambda ^{-n}\|u\|_{L^{q}(\mathbb {R} ^{n})}^{q}}
{\displaystyle \|Du_{\lambda }\|_{L^{p}(\mathbb {R} ^{n})}^{p}=\int _{\mathbb {R} ^{n}}|\lambda Du(\lambda x)|^{p}dx={\frac {\lambda ^{p}}{\lambda ^{n}}}\int _{\mathbb {R} ^{n}}|Du(y)|^{p}dy=\lambda ^{p-n}\|Du\|_{L^{p}(\mathbb {R} ^{n})}^{p}}
{\displaystyle u_{\lambda }} に対する不等式 (*) の結果、{\displaystyle u} に対する次の不等式が得られる。
{\displaystyle \|u\|_{L^{q}(\mathbb {R} ^{n})}\leq \lambda ^{1-n/p+n/q}C(p,q)\|Du\|_{L^{p}(\mathbb {R} ^{n})}}
{\displaystyle 1-n/p+n/q\not =0} なら、{\displaystyle \lambda } をゼロあるいは無限大とすることで矛盾が導かれる。したがって不等式 (*) は
{\displaystyle q={\frac {pn}{n-p}}}
に対してのみ成立する。これがソボレフ共役である。